# Украинский научный институт (Варшава)
Украинский научный институт в Варшаве (пол. Ukraiński Instytut Naukowy w Warszawie, укр. Український науковий Інститут у Варшаві) — академический исследовательский центр и издательство, действовавшее на территории Второй Польской Республики. Институт был основан польским правительством. Его директором был Александр Игнатьевич Лотоцкий (1870–1939), украинский политический и общественный деятель, ученый и профессор теологического права Украинского свободного университета в Праге. В 1929 году он приехал в Польшу, чтобы работать на историческом факультете Варшавского университета. Украинский научный институт издал под руководством Лотоцкого произведения Тараса Шевченко в 14 томах (было запланировано 16), серию больших литургических томов в первом украинском переводе, а также конгениальный перевод «Пана Тадеуша» украинского поэта Максима Рыльского, за который ему было присвоено звание почётного доктора Ягеллонского университета. Институт проводил исследования истории украинской культуры, в широком смысле.